# Ilse Abel

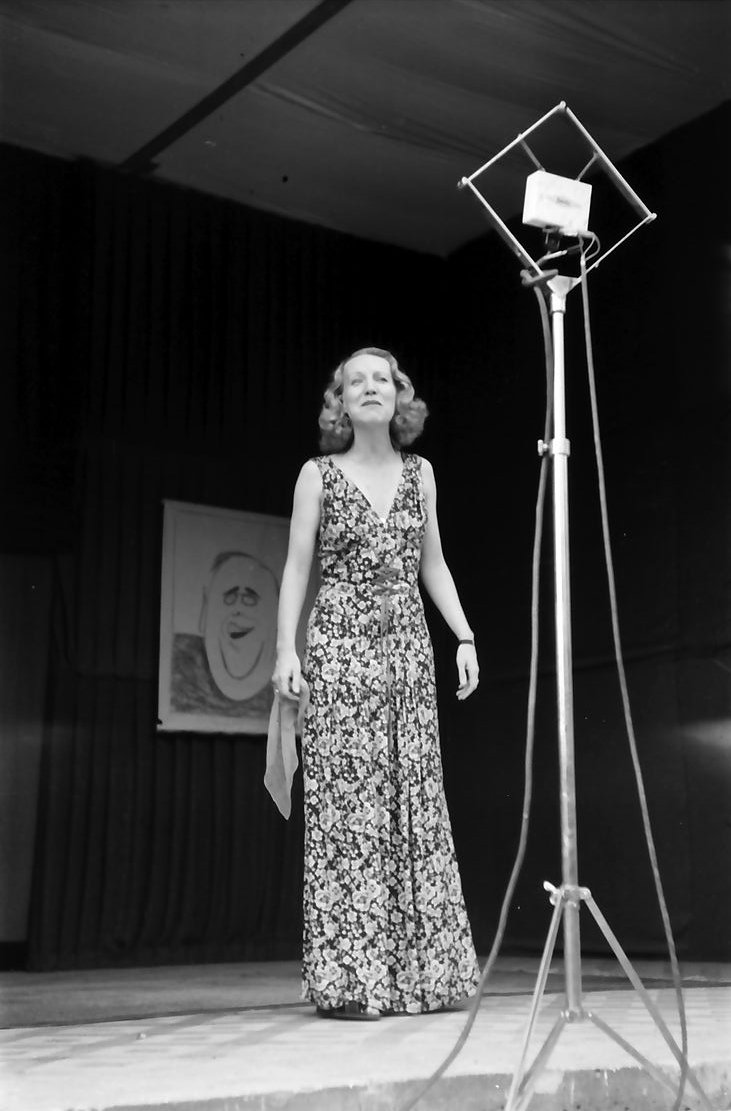
Ilse Abel, 1942

Ilse Abel (* 5. Oktober 1909 in Berlin; † 21. Mai 1959 ebenda) war eine deutsche Schauspielerin.

## Leben
Nach dem Besuch des Freiherr-vom-Stein-Lyzeums und des Hohenzollern-Oberlyzeums erhielt sie ihre künstlerische Ausbildung an der Schauspielschule von Anna von Strantz-Führing. Ihr Debüt gab sie am Theater in der Stresemannstraße.
Weitere Bühnenauftritte hatte sie an der Komödie am Schiffbauerdamm, am Theater am Nollendorfplatz und am Theater am Kurfürstendamm. 1934 verkörperte sie Heila in der Uraufführung des Bühnenstücks Heilige Erde (Wilhelm Matthießen) an der Jungen Bühne des Theaters am Nollendorfplatz. Gastspiele führten sie nach Stettin, Königsberg und Erfurt. Einige Male übernahm sie kleine Filmrollen, außerdem arbeitete sie ab 1934 intensiv für den Rundfunk.

## Filmografie
- 1936: Die Unbekannte
- 1936: Der Favorit der Kaiserin
- 1938: Monika - Eine Mutter kämpft um ihr Kind
- 1939: Parkstraße 13
- 1940: Leidenschaft
- 1940: Angelika
- 1940: Polterabend
- 1940: Rote Mühle
- 1956: Mein Vater, der Schauspieler
- 1957: Die Schönste